# Clase naval

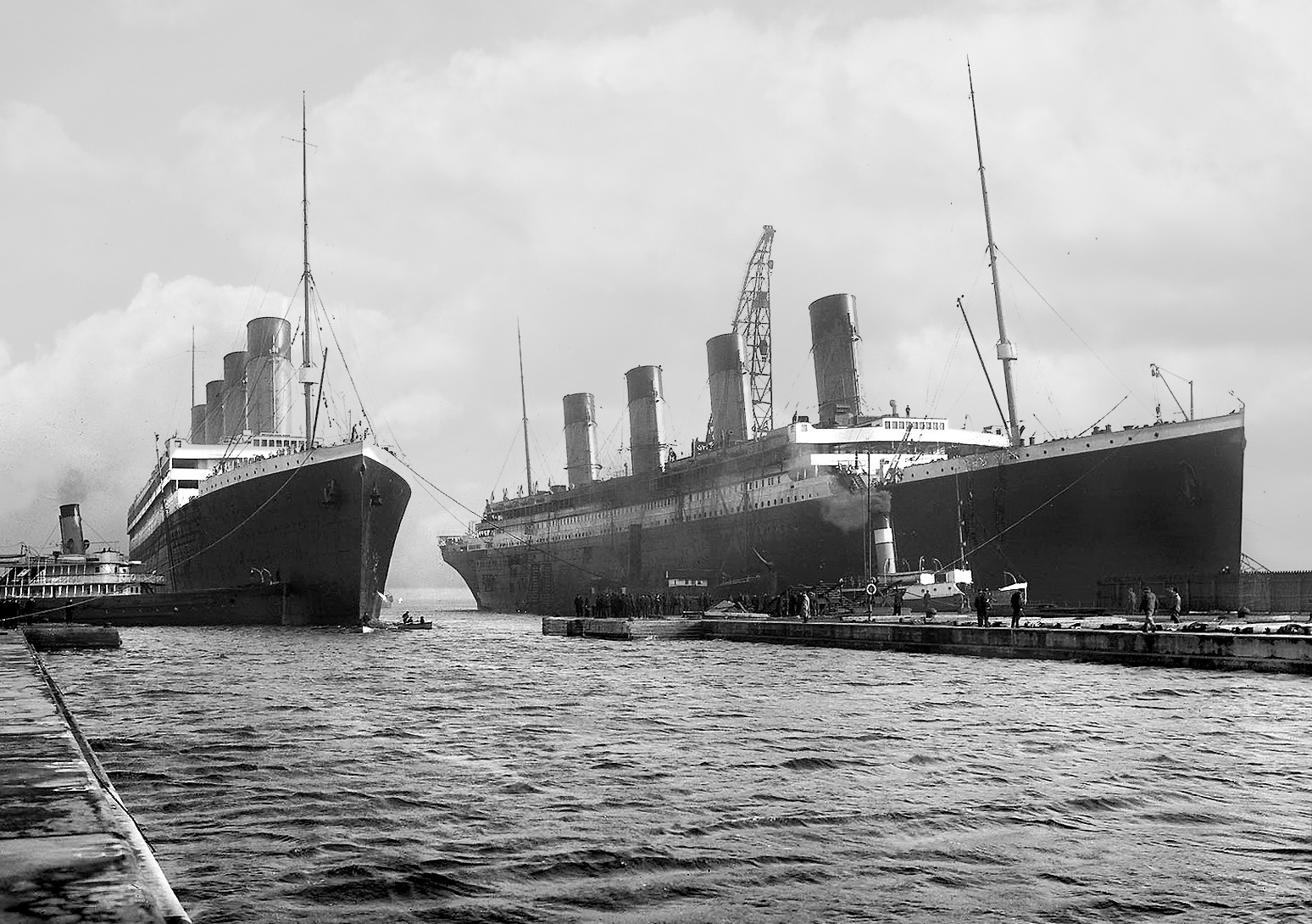
El RMS Titatnic mundialmente conocido pertenecia a la clase Olympic. En esta foto esta el RMS Titatnic junto al RMS Olympic

Una clase naval es un grupo de buques de un diseño similar. Esto es distinto de un tipo de buque, que podría reflejar una similitud de tonelaje o de uso o función. Por ejemplo, el USS Carl Vinson es un buque de tipo portaaviones nuclear y de clase Nimitz.
En el curso de la construcción de una clase de buques, pueden implementarse cambios en el diseño. En tales casos, los buques de diferentes diseños podrían no ser considerados de la misma clase; cada variación sería su propia clase, o una subclase de la clase original (ver el crucero de la clase County para un ejemplo de esto). Si se construyen buques de una clase discontinuada previamente, podría hacerse una distinción similar.
Los buques en una clase a menudo tienen nombres relacionados por un factor común: por ejemplo todos los nombres de los submarinos clase Trafalgar comienzan con la letra T (HMS Turbulent, HMS Tireless, HMS Torbay); y los cruceros de la clase Ticonderoga son llamados de acuerdo a batallas estadounidenses (USS Yorktown, USS Bunker Hill, USS Gettysburg, USS Anzio).

## Convenciones para crear nombres de clases de buques navales
Normalmente lo más común es que el nombre de una clase de buques corresponda al nombre del primer buque en entrar en servicio o construido de ese diseño. Sin embargo, se pueden usar otros sistemas sin confusión o conflicto.

### Estados Unidos
En la Armada de Estados Unidos una clase es siempre llamada por el buque líder, esto es, el primer buque en ser autorizado por el Congreso de Estados Unidos. Debido a las convenciones de numeración el buque líder casi siempre tiene el número de casco más bajo de su clase. Durante la Segunda Guerra Mundial, el otorgamiento de contratos de construcción no siempre fue congruente con el fin de la construcción, así que muchos buques tenían números de casco más altos que buques posteriores de la misma clase que poseían números de casco más bajos.

### Europa en general
En las armadas de Europa una clase es llamada de acuerdo al primer buque en entrar en servicio sin importar cuando fue ordenado o botado. En algunos casos esto ha resultado que se usen diferentes nombres de clases en referencias estadounidenses y europeas; por ejemplo, las fuentes europeas registran a los acorazados de la clase Colorado de la Armada de Estados Unidos como de la clase "Maryland", ya que el USS Maryland fue asignado antes que el USS Colorado.

### Reino Unido
La Real Armada británica ha usado varios métodos para nombrar sus clases de buques. Además de aceptar la convención europea, algunas clases han sido nombradas por un tema en común incluido en el nombre de los buques, por ejemplo, los destructores de la clase Tribal y algunas clases fueron implementadas como una herramienta de organización, haciendo ineficiente los métodos tradicionales de nombramiento. De esa forma, los submarinos de la clase Amphion es también conocida como la clase A. La mayor parte de las clases de los destructores eran conocidas la letra inicial usada en el nombre del buque, por ejemplo, los destructores de las clases V y W. La clasificación por letra ayudó a combinar clases de buques más pequeñas similares como en el caso de los destructores de la clase C de 1913 cuyos nombres cubrían todo el alfabeto. Desde el final de la Segunda Guerra Mundial, las clases de buques de la Real Armada han sido conocidas por su número de tipo, por ejemplo destructor Tipo 42.

### Rusia/Unión Soviética
Las clases de buques rusos (y soviéticos) son formalmente llamadas por el número de proyecto que las diseñó. Ese proyecto algunas veces, pero no siempre, tiene un nombre metafórico y casi siempre tiene una designación OTAN. Adicionalmente, los buques de la clase podrían ser numerados y ese número poseer un prefijo compuesto por una letra que indica el rol de ese tipo de nave. Por ejemplo, el Proyecto 641 no tiene otro nombre, aunque la OTAN se refiere las naves de este proyecto como los submarinos clase Foxtrot.

### Alemania
La armada de Alemania Occidental, la (Bundesmarine) usaba un número de tipo de tres dígitos para cada clase en servicio o en estado de proyecto avanzado. Las versiones modificadas eran identificadas por una sola letra como sufijo. Después de la reunificación alemana la Armada Alemana, la (Deutsche Marine), mantuvo el sistema. Informalmente, las clases también son nombradas de acuerdo al buque líder.

## Clases de buques mercantes
Los buques mercantes casi siempre están clasificados por una sociedad de clasificación. Se dice de estas naves que están en la clase cuando su casco, estructuras, maquinarias y equipamiento están conformes con los estándares de la Organización Marítima Internacional y la MARPOL. Las naves que están fuera de la clase pueden no ser asegurables y/o no serles permitido zarpar por otras agencias.
Una clase de embarcaciones puede incluir instalaciones para el tipo de carga siendo transportada como por ejemplo petrolero, carga a granel, carga mixta, etc. También puede incluir anotaciones de la clase indicando habilidades especiales de la nave. Ejemplos de esto incluyen a las clase hielo, capacidad de extinción de incendios, capacidad para la recuperación de petróleo, espacio para maquinaria automatizada u otras habilidades especiales.